# Skinner Nunatak
Skinner Nunatak, även Gora Zametnaja, är en nunatak i Antarktis. Den ligger i Östantarktis. Australien gör anspråk på området. Toppen på Skinner Nunatak är 1 994 meter över havet.
Terrängen runt Skinner Nunatak är lite kuperad, och sluttar brant österut. Trakten är obefolkad. Det finns inga samhällen i närheten. 